# Witch Hunter Robin
A Witch Hunter Robin (ウィッチハンターロビン) japán animesorozat a Sunrise csatornától. Története az STN-J nevű szervezetet követi, amely egy „SALAMON” nevű titkos nemzetközi hálózat japán ága. E szervezet harcol a károsnak ítélt boszorkányság ellen, és fenntart egy adatbázist azokról, akik vagy magukban hordozzák (szüleiktől örökölten vagy véletlen folytán) a boszorkányság erejét. Azért követik ezeket a személyeket, hogy letartóztassa vagy elpusztítsa őket, ha erejük felszínre törne. A sorozat középpontjában egy STN-J tag, Robin Sena áll.
Ebben a sorozatban is megfigyelhető az a furcsa és kulturális szempontból érdekes kapcsolat, ahogy a történelem folyamán Japán és a japán kultúra találkozott a kereszténységgel, illetve hogyan dolgozta fel ennek ellentmondásosságát. Ez más japán filmekben is megfigyelhető (például Samurai resurrection), illetve más Sunrise-nál készült animéknél is - legjobban a Neon Genesis Evangelion-ban érhető tetten. A sorozat zenéje végig lassú, melankolikus.

## Cselekmény
A sorozat Robin Sena utánpótlásként való áthelyezésével kezdődik az STN-J hez, egy akcióban elesett tag helyett. Robin Japánban született, de Olaszországban egy konventben nevelkedett. Ő is, mint a legtöbb STN-J alkalmazott vadász rendelkezik boszorkány képességgel. Robin képessége a pirokinézis, azaz a tüzet tudja manipulálni.
Kezdetben a sorozat követte a "minden héten más ellenfél" stílust, azaz minden epizódban egy különleges képességű boszorkánnyal kell szembeszállnia a szereplőknek. A 26 epizódos szezon felénél a karakterek és a köztük lévő kapcsolatok összekuszálódnak, és csak a végkifejlet során bogozódnak ki a szálak.
A történet előrehaladtával Robin egyre jobban elbizonytalanodik abban, hogy helyén való-e neki más boszorkányokra vadászni és/vagy azokat elfogni. Kérdezősködni kezd afelől, hogy mi történik azokkal, akiket ő és társai a rejtélyes "Gyár" nevezetű helyre küldenek. Emellett aggódni kezd amiatt is, hogy esetleg saját maga is célponttá válhat, és gyanúját csak erősíti, hogy partnere Amon szinte várja a lehetőséget, hogy őt is levadássza.

### Részletes leírás
A történet szerint Robin olyasvalaki, aki rendelkezik "boszorkány" képességgel. Olaszországban egy római katolikus templomban képezték ki arra, hogy ereje segítségével boszorkányokat vonjon ki a forgalomból. A boszorkányság egy genetikai elváltozás következménye, amely csak néhány személynél lép fel az emberiségen belül, ám ez az erő jórészt lappang, azonban bármikor előbukkanhat. A képzett vadászok feladata – akik maguk is legalább a magjával rendelkeznek az erőnek, hogy szemmel tartsák ezeket a "lappangókat", és levadászni őket, ha erejük a felszínre törne. A vadászok egy titkos szervezet szolgálatában állnak, ennek neve "Salamon" (japán alszervezete az STN-J) és fő feladata, hogy mintegy rendőrségként kordában tartsa a boszorkányokat a társadalmon belül.
Robint azért küldték Japánba, hogy szerezzen információkat a Salamon főhadiszállása számára arról az új fajta titkos technikáról, miközben el kell játszania az új vadász szerepét az STN-J berkeiben boszorkányvadászként. Hamarosan kiderül, hogy az STN-J egy olyan "Orbo" nevű folyadékkal dolgozik, amely képes semlegesíteni a boszorkányok erejét a használójának gyengülése árán. A történet során Robin saját maga válik a Salamon célpontjává és boszorkánynak bélyegzik meg. Így válik üldözőből üldözötté.
Az "orbo" egy zöld folyadék, ami semlegesíti a boszorkányok erejét, az STN-J vadászai kicsi üvegcsében hordják a nyakláncukban egyfajta védelemként. A folyadék bugyborékol és forr, amikor egy boszorkány a képességét akarja használni. Emellett felszerelésként rendelkeznek légpisztolyokkal, melyek apró tűket lőnek ki, hogy az "orbo" a boszorkány vérkeringésébe kerülve harcképtelenné tegye azt. A boszorkány képességekkel rendelkező vagy lappangó embereknél mellékhatásként betegségtünetek lépnek fel (az erejük számottevően legyengül, mikor használják), de az anyag eleinte a normális embereket teljesen kiütheti. A sorozat végére az "orbo" fejlesztése okán már elég biztonságossá válik a legtöbb ember számára, de néhányra így is visszafordíthatatlan hatása van.

## Szereplők

### STN-J (Főszereplők)
- Robin Sena (瀬名ロビン Sena Robin)

Szinkronhangja: Akeno Watanabe  (japán), Kari Wahlgren (angol)

Robin Sena, a sorozat főszereplője

Robin Sena egy tizenöt év körüli lány, kinek származását homály fedi, ám ereje vetekszik a legerősebb boszorkányokéval. Egy olaszországi konventben nevelkedett, mielőtt csatlakozik az STN-J csapatához. Robin pirokinéz képességgel rendelkezik, emellett képes erejével egy pajzsot létrehozni, amivel hárítani tud kisebb tárgyakat, illetve más boszorkányok mágikus támadásait is.
Azonban, mikor erejét használja látása meggyengül és ez jelentősen csökkenti pontosságát és ezáltal hatékonyságát is. A probléma könnyen kezelhető egy szemüveg viselésével, de Robin nem szívesen hordja – kivéve ha harc előtt külön felveszi. Jó természetének köszönhetően Robin erejét annak szolgálatába állítja, hogy megmentse mások életét és jót tegyen.
Az ereje az idő előrehaladtával egyre nő, néhány gyertya felgyújtásától egy ember felperzseléséig. Képessége miatt a Salamon veszélyesnek találja és parancsba adja eliminálását. Ám ő sorra elbánik az utána küldött szintén különös képességekkel rendelkező bérgyilkosokkal. A történet vége felé fény derül arra, hogy Robin igazából egy "tervezett boszorkány", akit egy genetikai kutatóprogramban a "Robin projekt" keretei közt hoztak létre.
Sorsa a sorozat végén ismeretlen, még Doujima és Karasuma sem biztosak azon véleményükben, hogy Amon és Robin együtt haltak meg a "Gyár" romjai között. Bár a befejezés nyílt, a részletekre figyelve az utolsó részben egy boszorkányvadász körvonalait láthatjuk az STN-J épülete előtt, aki sok hasonlóságot mutat Robinnal.
- Amon (亜門)

Szinkronhangja: Takuma Takewaka  (japán), Crispin Freeman (angol)
Amon a legmagasabb szintű (S-szint) vadász, Robin partnere. Eleinte nem lelkesedett Robin csatlakozásáért, és inkább nyűgnek érezte társát, mint partnernek, később azonban valóban komoly ügyekben szerzett érdemeit elismeri és elfogadja őt. Néhány rajongó azon spekulált, hogy Amon és Robin szerelmesek egymásba, mert Amon egy ponton életét adná azért, hogy megmentse Robint, és a kezdő klip is szokatlan oldaláról mutatja Amont.
A legfőbb oka ezeknek a spekulációknak, hogy az első epizódban Amon és Robin hosszú-hosszú pillantást vetnek egymásra, amikor először találkoznak a központ halljában. A végkifejlethez közeledve kiderül, hogy Amon apja boszorkány volt, anyjában pedig szintén lappangott ez az erő, tehát ő is hordozója ennek a génmódosulásnak.
A későbbiek során Amon kapja feladatul Robin kiiktatását a Salamontól, mivel ereje kezelhetetlenné válik a szervezet számára, ám amikor szemtől szemben állnak – és Robin nem védekezik – nem képes lelőni ismeretlen oknál fogva. Végül Robinnal együtt életét veszti a "Gyár" összeomlásakor, bár ez egyáltalán nem biztos.
- Haruto Sakaki (榊晴人 Sakaki Haruto)

Szinkronhangja: Jun Fukuyama  (japán), Johnny Yong Bosch (angol)
Sakaki vadász az STN-J alkalmazásában, fürge, ambiciózus, heves vérmérsékletű, de segítőkész. Robin után ő a legújabb csapattag, és eleinte attól tart, hogy el fogják bocsátani. Hajlamos fejjel rohanni a falnak, keveset törődve döntéseinek a következményeivel, amik akcióit követik. Általában egyike azoknak, akik közvetlen kapcsolatba kerülnek a boszorkányerővel. Sakaki nem táplál előítéleteket a barátai kiválasztásával kapcsolatban és üdvözli Robint a csapatban.
Az animében Sakakit megtámadja a "Gyár" támadó egysége és csak Robin, Amon, Doujima és Nagira közbeavatkozása menti meg őt. Később segít Robinnak beszivárogni a "Gyárba" és fedezi Michaelt, amíg az a liftet próbálja visszakapcsolni. Életben marad a "Gyár" pusztulása után, és az anime végén Michael-el beszélget.
- Michael Lee

Szinkronhangja: Hiro Yuuki  (japán), Dave Wittenberg (angol)
Michael hacker és technikai segítő az STN-J alkalmazásában. Nem hagyhatja el a STN-J épületét Zaizen igazgató utasítására, mivel még mielőtt a szervezetnél dolgozott megpróbálta feltörni a számítógépes rendszert (az egyedüli rendszert, ahol felfedezték a behatolását). Választania kellett, amikor az egyenruhások elkapták a lakásában, hogy vagy az STN-J alkalmazásába áll vagy meghal. Micheal először kitér Robin közeledése elől, de később jobban összemelegednek, főleg miután Robin kávéval és sütikkel kedveskedik neki. Ő az egyedüli személy, akit a kötelező küldetés előtti beszélgetésen kívül mindig figyelmen kívül hagynak, csak Robin hallgatja meg őt, így vele jó baráti kapcsolatot ápol. Micheal lényeges információkat keres és nyújt a különböző boszorkányokról, rendőrségi jelentésekről és mindenről, ami a küldetéshez szükséges.
- Miho Karasuma (烏丸美穂 Karasuma Miho)

Szinkronhangja: Kaho Kouda  (japán), Wendee Lee (angol)
Karasuma tapasztalt vadász, ereje a pszichometria. Megérintve dolgokat képes az ahhoz kapcsolódó erős érzelmek és gondolatok érzékelésére, és időnként látja a múltbeli eseményeket, melyek ott vagy azon a környéken történtek. Mikor a bizonyítékokat vizsgálnak vagy helyszínelnek kézrátétellel szerez fontos információkat a csapat számára. Segítséget és tanácsot nyújt Robinnak képességei kezeléséhez és Robin számára ő egy tiszteletben tartott "felnőtt". Noha ő is fiatal, mindössze 19 éves, de professzionalizmusa miatt sokkal idősebbnek tűnik. A sorozat vége felé a "Gyár" elfogja Zaizen utasítására, hogy rajta teszteljék az orbo hatását.
- Shintarou Kosaka főfelügyelő (小坂慎太郎 Kosaka Shintarou)

Szinkronhangja: Shinpachi Tsuji  (japán), Doug Stone (angol)
Alacsony ember, aki közvetlen Zaizen alatt dolgozik, az ügyosztály tevékenységéről és egyéb lényegesnek tekintett információkról készít összefoglalókat. Nem túl sokat tud a lényegi tevékenységről, de mindig kritizál mindenkit, amikor azok nyomoznak egy ügyben és nem azt csinálják, amit szerinte csinálniuk kéne. Bár folyton zaklatja a vadászokat, saját magát egy ellentmondást nem tűrő személynek állítja be és ezt a szerepet játssza el. A legjellemzőbb tulajdonsága az abnormálisan nagy, kopasz fej, ami megcsillan a fényben. Eredetileg a városi rendőrség tagja volt, és az ottani kapcsolatait fel is használja, amikor az STN-J adatbázisát nem tudják használni. A sorozat végén ő lesz az STN-J új vezetője Zaizen halála után.
- Shohei Hattori

Szinkronhangja: Masaaki Ohkura  (japán), Dave Mallow (angol)
Nem sokat lehet tudni róla azon kívül, hogy iratokkal dolgozik és különféle feladatokat kap Kosakatól. Különös ismertetőjele az alkarjára húzott védőkesztyű, amivel csak még jobban kiemeli hivatalnok–csinovnyik voltát. Emellett eléggé sznob és kellemetlen is, de Kosaka körül mindig fontoskodik és mindig félbeszakítja, amikor az hozzá beszél.
- Takuma Zaizen (財前琢磨 Zaizen Takuma)

Szinkronhangja: Michihiro Ikemizu  (japán), Jamieson Price (angol)
Az STN-J és a "Gyár" vezetője, külsőre komoly üzletembernek néz ki. Kezdetben Zaizen úgy néz ki, mintha Zaizen lenne a főnök, aki a parancsokat adja, de valójában ő áll sok förtelmes esemény mögött, ami a kellemetlenséget okoz az STN-J számára. Zaizen megtalálta a módját, hogy hogy hogyan készítsen a boszorkányok testéből és véréből ellenanyagot, amit orbonak neveznek. Terve az, hogy a boszorkányokat teljesen kiirtsa a világból az orbo segítségével, a rájuk való vadászatot pedig közönséges emberekkel képzeli megoldani. De Zaizen szörnyű terve ellen a "Salamon" akcióba lép és megtámadják a központot annak érdekében, hogy információkat szerezzenek az orbo anyagról, de az ott dolgozókat csak ártalmatlanná teszik. Zaizent végül Robin öli meg, miután az megpróbálja lelőni őt és egy lifttel menekülni próbál.
- Yurika Doujima (堂島百合香 Doujima Yurika)

Szinkronhangja: Kyoko Hikami  (japán), Michelle Ruff (angol)
Látszólag óvatlan, lusta, gyerekes, hiú, nárcisztikus személyiség és inkább megy vásárolgatni, mint küldetésre – már ha választhatna. Rendszeresen elkésik a munkahelyéről és gyakran tesz Kosaka főfelügyelő számára bosszantó dolgokat az irodában. Sokban különbözik a többi dolgozótól is, nagyképűnek adja ki magát, és mindig a legkevesebbet tesz a küldetések alatt, majd rögtön otthagyja a többieket, mikor nincs rá tovább szükség. Dojima nincs elragadtatva Robin érkezésétől eleinte, "Amon nőjének" nevezi, de a sorozat közepe felé fény derül arra, hogy sokkal több feladatot lát el, és sokkal nagyobb belátással és hatással van a körülményekre, mint ahogy látszólag tűnik. Kiderül, hogy a "Salamon" hírszerző akcióján belül Dojimat azért küldték az STN-J-hez, hogy több információt szerezzen az orboról – hasonlóan Robinhoz.

### Salamon
- Father Juliano Colegui

Szinkronhangja: Masane Tsukayama  (japán), Tom Wyner (angol)
Robin nevelője és egyben anyai nagyapja. Szülei halála után ő vette át Robin nevelését és képzését. A sorozat első harmadának végénél meglátogatja Robint és több dolgot is elmesél Robin múltjával kapcsolatban.
- Grand Inquisitor Cortion

Szinkronhangja: Hiroshi Naka  (japán), Michael Forest (angol)
A "Salamon" egyik inkvizítora, akit Shiro Masudo ellen küldött segítségül a szervezet a tizenharmadik epizódban. Karasuma elmagyarázza Sakakinak, hogy a "Salamon" emberi inkvizítort alkalmaz arra, hogy eldöntse, egy személy boszorkány-e, illetve ezzel kapcsolatban, hogy le kell-e vadászni vagy sem. Amon és Robin elviszi Cortiont egy templomba, ahol az inkvizítor és Robin beszélgetnek és egyben előrevetíti, hogy Robin is bekerülhet a célkeresztbe. Az inkvizíciós eljárás után Cortion távozik, hogy visszatérjen a főhadiszállásra, de távozóban azt is mondja, hogy soha többet nem fognak találkozni, és céloz arra, hogy Robinban felébredt az "erő használatának gyönyöre".
- Sastra

Szinkronhangja: Hitoshi Kamibeppu  (japán), Kirk Thornton (angol)
Egy férfi boszorkány-vadász, aki úgy öltözik, mint egy mágus és egyike a legrettegettebb űzőknek. Őt alkalmazzák akkor, amikor a szervezeten belül kell valakit elintézni. Robin is fél tőle, amikor meghallja, hogy ő foglalkozik az ügyével. Minden áldozata mellett névjegyként egy origami darut hagy, amire ráírja a következő és legutóbbi áldozata nevét. (Megjegyzés: A daru a családi gondoskodás jelképe.) Sastra az első, akit a "Salamon" Robin levadászására küld, miután személye fenyegetést kezd jelenteni. A vele való harc alatt érti meg Robin, hogyan is működik az "Erő elixírje", amivel sokkal erősebbé válik.
- Hiroshi Toudou

Szinkronhangja: Naoya Uchida  (japán), Tony Oliver (angol)
Robin apja, briliáns tudós, Zaizen barátja. Egy olyan új projekten dolgozott, ami feloldotta volna a konfliktust a közönséges emberek és a boszorkányok között, azonban minden bizonyítékot és kutatásait a "Salamon" elpusztította, mert potenciális veszélyt jelentett, azonban ehhez már túl késő volt, és a projekt már végső állapotába került. A "Gyár" folyamatosan próbálja visszafejteni Toudou elkódolt kutatási anyagait, de csak az utolsó részben sikerül. Ez egyben felfed mindent a kutatásról, Robin múltjáról és az a társadalombeli egyensúly hiányának eredetéről.
- Maria Colegui

Juliano atya lánya és Robin anyja, bár Robin nem közönséges módon fogantatott. Todou felesége volt, ám az tulajdonképp kísérleti alanyként is használta. A pirokinézis képességét Robin tőle örökölte, és Robint nevezte a "Remény"-nek arra, hogy a jövőben a boszorkányok és az emberek békében éljenek egymás mellett és el tudják fogadni egymást. Miután életet adott Robinnak, meghalt, de a gyermek nevelését atyjára bízta.

### Egyéb szereplők
Shunji Nagira (凪羅)
Szinkronhangja: Jin Yamanoi  (japán), Lex Lang (angol)
Ő a legfontosabb mellékszereplő, Amon idősebb féltestvére. Ügyvéd, egy magán ügyvédi irodát visz két asszisztenssel, és ő az, aki menedéket ad Robinnak a központ megtámadása után. Fedőfoglalkozásként Robint biciklis futárként alkalmazza, részben azért, mert nem hiszi, hogy a kormány túlzottan szívén viselné az üldözött boszorkányok sorsát. Nagira az utcáról gyűjt információkat, különféle emberekkel találkozik szerencsebarlangokban vagy a "Falak Városában" és fizet az információkért. Személyiségjegyei alapján Amon ellentéte. Nyitott, beszédes, bolondos és látszólag lusta, de nagyon óvatosan elrejti Robint a "Salamon" elől. A végkifejletben ő is benne van Robinék csapatában, és mindenben segít nekik.
Yuji Kobari (Master)
Szinkronhangja: Hirotaka Nagai  (japán), Jerry Gelb (angol)
A "Harry's" nevű étterem vezetője. Egy nyugodt, konszolidált, udvarias ember, aki gondoskodik az italokról, ételekről és elbeszélget a vendégeivel, amikor épp nem nagy a forgalom. Az STN-J alkalmazottai gyakran előfordulnak a "Harry"s"-ben, és a tizedik epizódban ál-alkalmazottként is dolgoznak a vendéglátó helyen. Yuji fiáról, Yukata-ról kiderült, hogy boszorkány, és erősen céloznak arra, hogy Yuri maga is "felébredt". Yuri segített fiának eltűnni az STN-J látóköréből, és azon van hogy információkat szerezzen a vadászoktól, de egyben figyelemmel kíséri sorsukat is.
Mika Hanamura (花村美加 Hanamura Mika)
Szinkronhangja: Yuka Komatsu  (japán), Julie Ann Taylor (angol)
Nagira titkárnője, aki figyel az üzletmenetre akkor is, amikor Nagira Robin ügye miatt kevésbé ér rá. Nem tetszik neki, hogy az ügyvéd az irodai feladatait elhanyagolja egyéb ügyek miatt. Szeretne kicsit elbeszélgetni Robinnal is, de az mindig elhárítja.
Touko Masaki (真崎瞳子 Masaki Tōko)
Szinkronhangja: Mami Nakajima  (japán), Mela Lee (angol)
Robin lakótársa és egyben Zaizen lánya. Óvatos Robinnal, de érdeklődik is tőle kérdések tömegével, amit az általában csendesen elhárít. Korábban komoly kapcsolat lehetett közte és Amon között és egy esős napon Robin látta, ahogy Amon vele sétált egy esernyő alatt. A sorozat közepénél egy bérgyilkostámadást követnek el Robin ellen, ami ugyan nem sikerül, de Touko-t elkapják és kereszttűzben súlyosan megsérül, kómába esik. Miután felépül, nem tudja visszaidézni, mi is történt és egy szanatóriumba távozik.
Kate
Ő egy STN-J vadász volt, akit Amon levadászott, mert elárulta az orbo titkát. Nem tudni sem erejét, sem tulajdonságait, de Amon partnere volt, ám igazából sosem bíztak meg egymásban. Az ő helyére érkezik utánpótlásként Robin. Halála spekuláció tárgya a csapaton belül is, de az igazságot csak Amon és Zaizen tudja Kate meggyilkolásáról.

### Boszorkány ellenfelek
| Boszorkány     | Epizód                                      | Japán hangja      | Angol hangja                                         |
| -------------- | ------------------------------------------- | ----------------- | ---------------------------------------------------- |
| Kazuya Misawa  | Addicted to Power (2)                       | Kazuya Ichijou    | Kirk Thornton                                        |
| Karata Kazuma  | Dancing in Darkness (3)                     | Kouji Ishii       | Michael McConnohie                                   |
| Sayoko         | Stubborn Aesthetics (4)                     | Shoko Kikuchi     | Dorothy Elias-Fahn                                   |
| "Single-Eye"   | Smells Like The Wandering Spirit (5)        |                   | Kirk Thornton                                        |
| Chie           | Raindrops (6)                               | Makoto Tsumura    | Karen Strassman                                      |
| Mamoru Kudou   | Simple-Mind (7)                             | Reiko Takagi      | Mary Elizabeth McGlynn                               |
| Akio Kurosawa  | Faith (8)                                   | Mahito Ohba       | Steven Blum                                          |
| Saki Yoshioka  | Sign of the Craft (9)                       | Tomoko Kawakami   | Karen Strassman                                      |
| Yutaka Kobari  | Separate Lives (10)                         | Shigeru Shibuya   | Richard Cansino                                      |
| Jyuuzou Narumi | The Soul Cages (11)                         | Yuji Ueda         | Lex Lang                                             |
| "Methusaleh"   | The Soul Cages (11) Precious Illusions (12) | Natsumi Sakuma    | Catherine Battistone (Adult) Julie Maddalena (Child) |
| Shiro Masuda   | The Eyes of Truth (13)                      | Takayuki Fujimoto | Kirk Thornton                                        |
| Muroi          | All I Really Ought To Know (20)             |                   | Doug Stone                                           |

## Alkotók
- Terv: Sunrise
- Ötlet: Hajime Yatate, Shukou Murase
- Rendező: Shukou Murase
- Karakter-tervezés: Kumiko Takahashi
- Zene: Taku Iwasaki
- Kiadó: Sunrise, Bandai Visual

## Zene
- Nyitó téma: Shell

Előadó: Bana
Szöveg: Hitomi Mieno
Zeneszerző/zenei rendező: Hideyuki Daichi Suzuki
- Záró téma: half pain

Előadó: Bana
Szöveg: Hitomi Mieno
Zeneszerző: Takao Asami
Zenei rendező: Taku Iwasaki

## Epizódok címei
1. Replacement
2. Addicted to power
3. Dancing in darkness
4. Stubborn aesthetics
5. Smells like the wandering spirit
6. Raindrops
7. Simple-mind
8. Faith
9. Sign of the Craft
10. Separate lives
11. The soul cages
12. Precious illusions
13. The eyes of truth
14. Loaded Guns
15. Time to say Goodbye
16. Heal the pain
17. Dilemma
18. In my pocket
19. Missing
20. All I really oughta know
21. No way out
22. Family Portrait
23. Sympathy for the Devil
24. Rent
25. Redemption day
26. Time to tell

## Bemutatók
A sorozat eredetilegy Japánban került bemutatásra 2002. július 2. és 2002. december 24. a TV Tokyo és az Animax műsorán, de később a több kábelhálózaton is vetítették szerte az egész világon.

## Érdekességek
- 2004. április 5-én, amikor a SciFi Channel bemutatta a jövőben kiadni tervezett filmjeinek és showjainak listáját, az egyike volt a Witch Hunter Robin. A kiadó a leírásban azt írta, hogy "egy japán animén alapuló show, ami egy csoport kiképzett rendőr azon dolgozik, hogy boszorkányokat vadászik […]" Később azonban dobták a produkciót (2007. február).
- A befejező klipben egy oldal látható a Malleus maleficarum-ból látható egy oldal. Ez egy kézikönyv a 16-17. század közepéből arról, hogyan kell elbánni a boszorkányokkal.
- A 22. epizódban (a 6. perc 52. másodpercében) egy szöveg látszik Zaizen számítógépén. Úgy tűnik Robin írta, és ez is érv amellett, hogy Robin szerelmes Amonba.

– Ember vagyok? vagy boszorkány? nem… én Robin vagyok!
– A boszorkányok egy új emberfajta. Az emberek öregek. Az emberek gyűlölik a boszorkányokat és a boszorkányok gyűlölik az embereket.
– Képesek leszünk szeretni egymást?
– “Joan of Arc” vagyok?
Nem. Nem vagyok “Joan of Arc”. Szeretem Amont.
Úgy érzem képesek vagyunk megérteni egymást.
– Képes vagyok harcolni, mert hiszek.